# Хутор-Борское сельское поселение
Хутор-Бо́рское сельское поселение — муниципальное образование в восточной части Выгоничского района Брянской области. Единственный населённый пункт — посёлок Хутор-Бор.
Образовано в результате проведения муниципальной реформы в 2005 году, путём преобразования дореформенного Хутор-Борского сельсовета.

## Население
| 2010 | 2011 | 2012 | 2013 | 2014 | 2015 | 2016 | 2017 | 2018 |
| ---- | ---- | ---- | ---- | ---- | ---- | ---- | ---- | ---- |
| 723  | →723 | ↗724 | ↗736 | ↘725 | ↘724 | ↘721 | ↘719 | ↗725 |
| 2019 | 2020 | 2021 |      |      |      |      |      |      |
| ↗734 | ↘724 | ↘649 |      |      |      |      |      |      |

## Населённые пункты
| № | Населённый пункт | Тип     | Население |
| - | ---------------- | ------- | --------- |
| 1 | Хутор-Бор        | посёлок | ↘649      |